# Erbezzo
Erbezzo (cimbri Bisan) és un municipi italià, dins de la província de Verona. És un dels municipis de la minoria alemanya dels cimbris. L'any 2007 tenia 785 habitants. Limita amb els municipis d'Ala (TN), Bosco Chiesanuova, Grezzana i Sant'Anna d'Alfaedo.

## Administració
| Període | Identitat    | Partit        |
| ------- | ------------ | ------------- |
| 2004-   | Remo Valbusa | Llista cívica |